# 최상욱
최상욱(崔相旭, 1875년 ~ 1951년)은 대한민국의 국악인으로 조선 시대 가사, 시조의 명창이다. 옛날에는 아정하고 정대한 성악곡으로 가곡이 있고, 구성지고 멋스러운 잡가, 입창이 있었다. 그 중간 성격을 갖는 성악곡으로 가사(歌詞)와 시조(時調)가 있다. 조선 말기 가곡 명창의 하규일, 잡가 명창의 박춘재를 꼽는다면 가사 명창은 최상욱을 꼽는다. 오늘날 전해지는 12가사 중의 일부는 그의 노력으로 전해진 작품이다. 조선 말기에 궁내의 가무별감을 지냈고 말년에는 인왕산 밑에서 후진양성을 하였다.